# Bob Persichetti

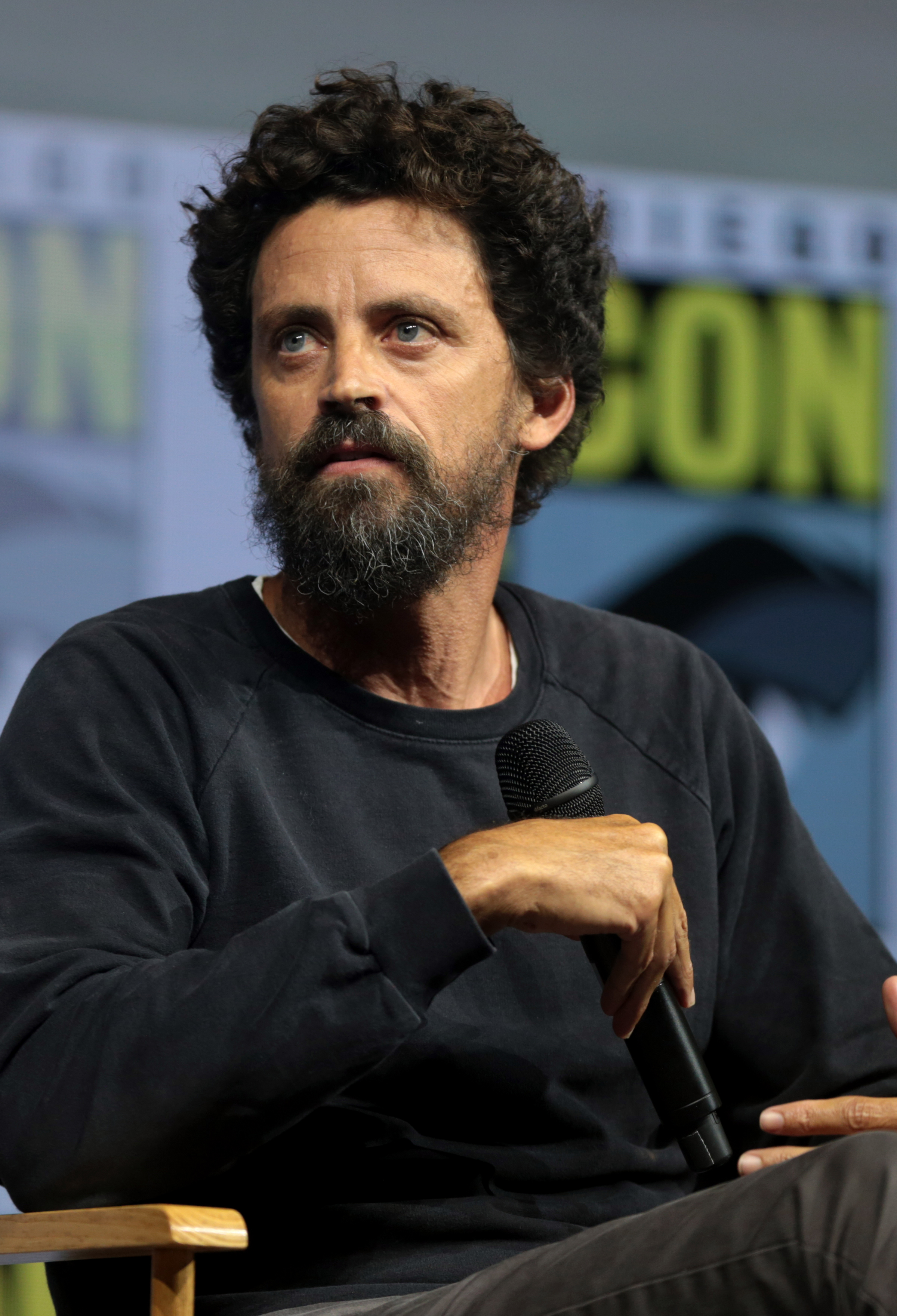
Bob Persichetti auf der San Diego Comic-Con International 2018

Robert „Bob“ Persichetti junior (* 17. Januar 1973) ist ein US-amerikanischer Filmregisseur und Drehbuchautor.

## Leben
Bob Persichetti studierte an der California Institute of the Arts, an der viele bekannte Filmschaffende wie z. B. Tim Burton oder Alex Hirsch studierten, und machte dort seinen Abschluss im Fachbereich Film 1996. Danach arbeitete er direkt am Film Hercules als Inbetween-Künstler, der 1997 von Disney veröffentlicht wurde. Anschließend arbeitete er noch an vielen weiteren Animationsfilmen als Inbetween-Künstler unter anderem bei Ein Königreich für ein Lama.
2005 erstellte Persichetti zum ersten Mal ein Storyboard für den Film Wallace & Gromit – Auf der Jagd nach dem Riesenkaninchen. Für dieses Storyboard wurde Persichetti dann bei der 33. Annie-Award-Verleihung für das beste Storyboarding in einem Spielfilm ausgezeichnet. Danach erstellte er noch für die Filme Flutsch und weg (2007) sowie dem Fernsehkurzfilm Shrek – Oh du Shrekliche (2007) das Storyboard. Für den Film Der Kleine Prinz von Mark Osborne aus dem Jahr 2015 schrieb Persichetti gemeinsam mit Irena Brignull sein erstes und bis dahin einziges Drehbuch, basierend auf der gleichnamigen Erzählung von Antoine de Saint-Exupéry.
Sein Regiedebüt gab Persichetti 2018 beim Animationsfilm Spider-Man: A New Universe. Dort führte er gemeinsam mit Rodney Rothman und Peter Ramsey die Regie. Der von Sony produzierte Film war ein großer kommerzieller Erfolg. Persichetti gewann für diesen Film gemeinsam mit den beiden anderen Regisseuren Rothman und Ramsey seinen zweiten Annie Award für seine Regie bei der 46. Annie-Award-Verleihung. Weitere Auszeichnungen erhielt er bei den BAFTA Childrens Awards 2019 für den besten Spielfilm und bei den British Academy Film Awards zusammen mit Ramsey, Rothman und Phil Lord für den besten animierten Film. Bei der 91. Oscarverleihung durfte Persichetti die begehrte Trophäe mit nach Hause nehmen, da Spider-Man: A New Universe und somit er gemeinsam mit Peter Ramsey, Rodney Rothman, Phil Lord und Chris Miller den Oscar in der Kategorie bester animierter Film gewannen.

## Filmografie (Auswahl)
- 1997: Hercules
- 2000: Ein Königreich für ein Lama
- 2005: Wallace & Gromit – Auf der Jagd nach dem Riesenkaninchen (Storyboard)
- 2007: Flutsch und weg (Storyboard)
- 2007: Shrek – Oh du Shrekliche (Storyboard)
- 2015: Der Kleine Prinz (Drehbuch)
- 2018: Spider-Man: A New Universe (Regie)

## Auszeichnungen (Auswahl)
Oscar
- 2019: Gewinn in der Kategorie bester animierter Spielfilm gemeinsam mit Rodney Rothman, Peter Ramsey, Phil Lord und Chris Miller für Spider-Man: A New Universe

British Academy Film Award
- 2019: BAFTA Childrens Award in der Kategorie bester Spielfilm gemeinsam mit Rodney Rothman, Peter Ramsey und Phil Lord für Spider-Man: A New Universe
- 2019: BAFTA Film Award in der Kategorie bester animierter Spielfilm gemeinsam mit Rodney Rothman, Peter Ramsey und Phil Lord für Spider-Man: A New Universe

Annie Award
- 2006: Gewinn in der Kategorie bestes Storyboarding für Wallace & Gromit – Auf der Jagd nach dem Riesenkaninchen
- 2019: Gewinn in der Kategorie beste Regie bei einem Animationsfilm gemeinsam mit Rodney Rothman und Peter Ramsey für Spider-Man: A New Universe